# Hechos de Pablo

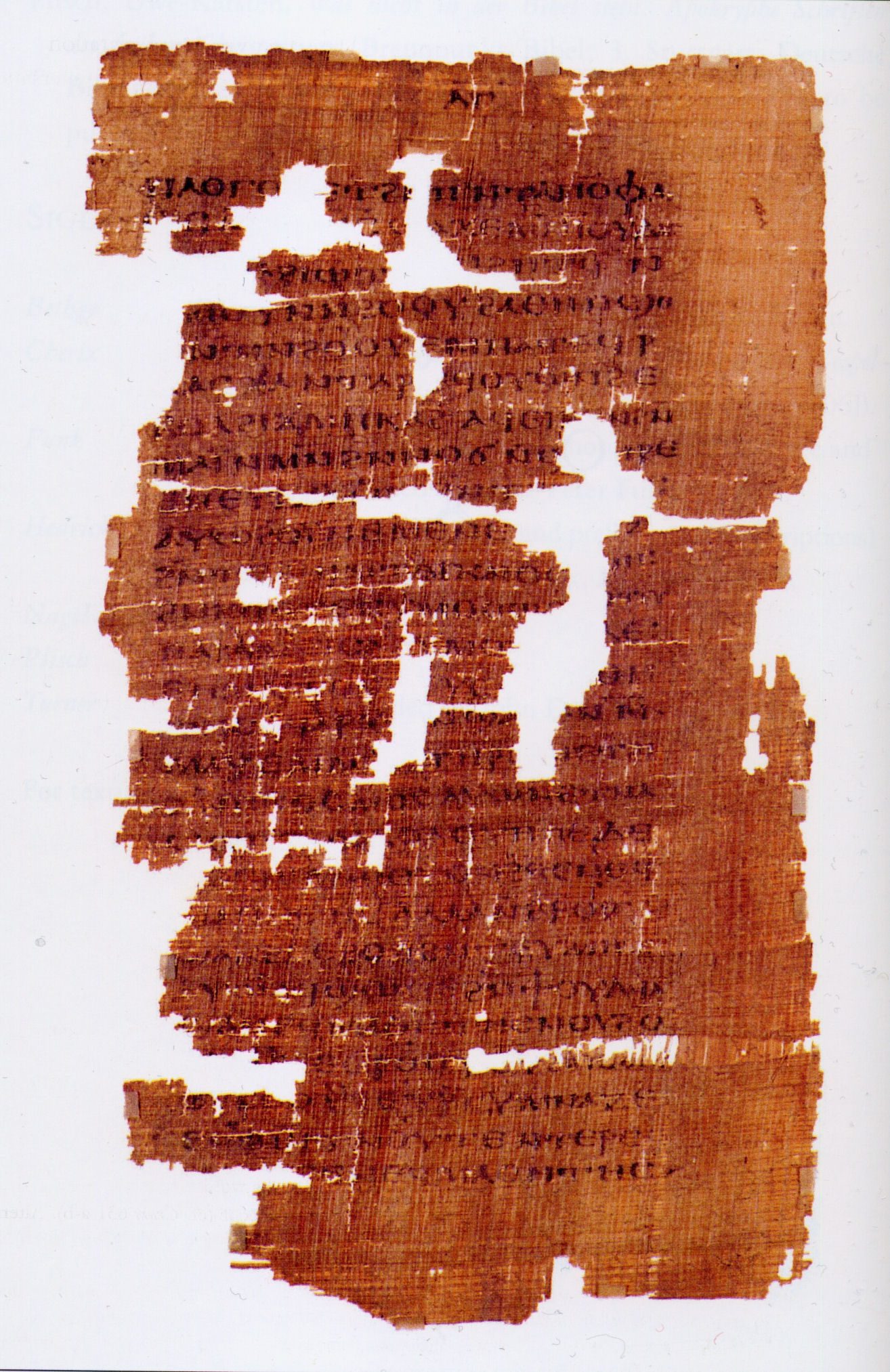
Fragmentos del al de "Los hechos de Pablo"- compendio de textos separados en los que se relata hechos, obras y epístolas de la labor misionera de Pablo.

Los Hechos de Pablo es uno de los principales y más antiguos textos apócrifos  cristianos, conocidos también como Evangelios apócrifos y datan del siglo II. Los Hechos de Pablo fueron mencionados por primera vez por Tertuliano, quien afirmó que fueron escritos en el año 160 y que se trataba de un texto herético ya que alentaba a que las mujeres tuviesen los derechos de predicar y de bautizar. Fueron considerados ortodoxos por Hipólito de Roma, pero volvieron a ser tenidos por heréticos cuando los maniqueos comenzaron a utilizarlo. Su autor es desconocido y escribió acerca de los viajes de san Pablo en Asia Menor, sin mostrar dependencia alguna de los Evangelios canónicos, pero usando tradiciones orales acerca del trabajo misionero de Pablo.
El descubrimiento de una versión en copto de los Hechos de Pablo demostró que el texto estaba compuesto de:
- los Hechos de Pablo y Tecla
- la Epístola de los corintios a Pablo
- la Tercera epístola a los corintios
- el Martirio de Pablo - su muerte a manos de Nerón.

Todas estas partes a menudo fueron consideradas como textos separados y publicados independientemente, a pesar de que numerosos investigadores coincidían en que eran partes integrantes de los Hechos de Pablo. Además de las cuatro principales secciones mencionadas, el resto de los Hechos subsisten sólo en fragmentos del siglo III al siglo V:
- La curación de Hermocrates de la hidropesia
- La disputa de las bestias efesias

Los textos forman un conjunto coherente, y generalmente se cree que fueron escritos por un único autor sobre la base de tradiciones orales, más que basándose en cualquier otro texto apócrifo o del canon ortodoxo. El principal énfasis del texto está puesto en la castidad y en el antignosticismo. De acuerdo a Tertuliano, el autor era un presbítero de Asia Menor, que fraguó el texto en un supuesto homenaje a san Pablo, y fue privado de su oficio al ser descubierto. Tertuliano denostó el uso de estos escritos debido a que defendían la idea de otorgarle a las mujeres el derecho a predicar y bautizar. Sin embargo, también contenían elementos doctrinales ortodoxos respecto a la castidad y a la resurrección, además de mencionar la estrecha relación entre la pureza sexual y la salvación.
La Epístola de los corintios a Pablo y la Tercera epístola a los corintios aparecen en algunas ediciones de la Biblia Armenia.
Existe una gran cantidad de escritos atribuidos a Pablo de Tarso, o acerca de su vida y obra, incluyendo cartas, narraciones, oraciones o textos proféticos. En la apócrifa Tercera epístola a los corintios se afirma que fue escrita en prisión para corregir las interpretaciones erróneas que habían generado la primera y la segunda. En la Primera epístola a los corintios estableció que la «carne y la sangre no pueden heredar el reino de Dios» y que esta frase no está relacionada con los debates que luego mantuvieran los gnósticos y los cristianos proto-ortodoxos. 
Los Hechos de Pablo también dan cuenta de la tradición que habla del martirio de Pedro, quien, luego de ser arrestado y condenado a muerte, pidió ser crucificado cabeza abajo porque no era digno de recibir la misma muerte que Jesús.